# Forças armadas da União Europeia
Actualmente, não existem forças armadas da União Europeia, visto a integração europeia não ter desenvolvido muito a área da defesa. No entanto, verificaram-se várias iniciativas de defesa, manutenção da paz, e organizações estabelecidas no contexto da União Europeia (UE). A própria defesa da União é do domínio de cada Estado-Membro. Actualmente, mais próximo ao que se pode ser chamado de forças armadas da União Europeia, é a rápida implantação da força pelos Grupos de Combate da União Europeia.
Uma das primeiras tentativas para integrar as forças armadas da Europa Ocidental, em 1952, foi o fracasso da Comunidade Europeia de Defesa. Mas, desde então, muitos políticos, incluindo Guy Verhofstadt, Angela Merkel e Nicolas Sarkozy, prometeram criar uma força militar europeia. Como muitos dos 28 Estados-Membros da UE são também membros da NATO, alguns estados da UE cooperam em defesa da política da UE (segurança colectiva), mas principalmente através da NATO, e não através da União Europeia ou grupos armados (como a União da Europa Ocidental). No entanto, os membros da UE, da UEO e da NATO são distintas, e em alguns estados membros da UE estão constitucionalmente empenhados em serem neutrais em questões da defesa. Vários dos novos Estados-Membros da UE foram antigos membros do Pacto de Varsóvia.
A UE tem actualmente um mandato limitado sobre a defesa, com um papel para explorar a questão da defesa europeia acordado no Tratado de Amsterdão, bem como a supervisão do Catálogo de Força do Grande Objectivo de Helsínquia (a "Força Europeia de Reacção Rápida»). No entanto, alguns Estados da UE fazem acordos multilaterais sobre questões da defesa fora das estruturas da UE.

## Iniciativa Europeia de intervenção
Em junho de 2018 foi anunciada a criação da Iniciativa Europeia de intervenção pelos governo de Alemanha, Bélgica, Reino Unido, Dinamarca, Estónia, Holanda, França, Espanha e Portugal. A ideia vem de uma sugestão de 2017 do presidente da França Emmanuel Macron. Durante o anúncio da criação da força Ursula von der Leyen, ministra da defesa da Alemanha disse que a força militar se destina "criar um fórum de países que pensam da mesma maneira, o que faz com que seja possível discutir uma análise situacional numa fase inicial, quando uma crise ocorre num país. Assim, poder-se-á desenvolver uma vontade política".